# Anhaltské vévodství
Anhaltské vévodství (německy Herzogtum Anhalt) byl německý stát nacházející se mezi pohořím Harz a řekou Labe, čili v oblastech, kde se nyní nachází spolková země Sasko-Anhaltsko. Historické vévodství náleželo před svým zánikem k Německému císařství. Vzniklo spojením roztroušených anhaltských knížectví, které povýšil francouzský císař Napoleon udělením statutu vévodství. Hlavním městem Anhaltska byla tradičně Desava (Dessau) a jako předtím zde vládla starobylá dynastie Askánců. Anhaltské vévodství bylo zrušeno v roce 1918 v důsledku Listopadové revoluce.

Vévodství v letech 1863–1918